# Concha acústica de Londrina
A Concha Acústica é um monumento localizado na cidade de Londrina, Paraná, e construído na administração do prefeito Antônio Fernandes Sobrinho, que tinha visto uma similar no estado do Espírito Santo. A Concha Acústica foi construída como uma variação do tradicional coreto existente na época, em quase todas as cidades. O arquiteto que projetou a Concha Acústica foi Henrique Mindlin, sendo que o engenheiro José Augusto Queiroz procedeu algumas modificações como tamanho, textura e bancos. A Concha Acústica foi inaugurada com grande festa em 1º de maio de 1957. Na década de 60 a Concha foi tradicionalmente utilizada também para o footing dos finais de semana e apresentações artísticas. Ainda hoje a Concha Acústica é palco de manifestações populares.